# Master System III
Das Master System III Compact von Tectoy ist eine Variante der stationären 8-Bit-Spielkonsole Sega Master System von Sega.
Nachdem das Master System in Europa und weiteren wichtigen Märkten Anfang der 1990er Jahre praktisch tot ist, übernimmt der brasilianische Vertrieb Tectoy die weitere Produktion. Hier wird das Master System III entwickelt und ausschließlich in Brasilien veröffentlicht. Dem Master System III liegt die Card 20em1 bei. Es folgen das Master System 3 Collection 74, Collection 105 und Collection 112, wobei die Zahl für die im ROM implementierten Spiele steht. Diese Spiele werden für den brasilianischen Markt ins portugiesische übersetzt und teilweise umprogrammiert. Einzige Eigenentwicklung ist Virtua Fighter. Es folgen das Master System Super Compact, das Super Compact Girl und das Master System Handy. Dieses Master System Handy verfügt über keinen eigenen Modulschacht, sondern nutzt die 27 im ROM gespeicherten Spiele, u. a. das bis dahin unveröffentlichte Woody Woodpecker. Auch einige Special Editionen des Master System III erscheinen, u. a. die Edition zur Fußball-Weltmeisterschaft 1994 mit Super Futebol 2. Zu den Spielen, die von Tectoy für das Master System III neu aufgelegt bzw. veröffentlicht werden, zählen Ecco – The Tides of Time, Mortal Kombat 3, Mickey-Ultimate Challenge, FIFA International Soccer, Virtua Fighter und Dynamite Headdy, sowie viele ältere Spiele wie Wonder Boy und Alex Kidd.